# آتسوکو تاکاهاتا
آتسوکو تاکاهاتا (انگلیسی: Atsuko Takahata) یک هنرپیشه زن اهل ژاپن است که از سال ۱۹۷۶ میلادی در فیلم‌های گوناگونی به ایفای نقش پرداخته است.